# Massengräber in Nova Gorica
Auf dem Gebiet der Stadtgemeinde Nova Gorica  in Slowenien wurden bisher (Stand 1/2024) fünf Massengräber aus der Zeit um den Zweiten Weltkrieg gefunden.

## Čepovan
In Čepovan wurde ein Massengrab aus dem Zweiten Weltkrieg gefunden. 
- Das Massengrab von Čepovan (slowenisch: Grobišče Čepovan) befand sich nördlich der Hauptsiedlung, 130 m südlich des Hauses Čepovan Nr. 143. Es enthielt die Überreste von fünf italienischen Soldaten, die am 18. Dezember 1943 im Kampf gefallen waren. Die Überreste wurden 1999 exhumiert und nach Italien überführt.[1]

## Grgar
In Grgar wurden zwei Massengräber aus der Zeit unmittelbar nach dem Zweiten Weltkrieg gefunden.
- Das Massengrab des Podgomila-Schachts (Grobišče Brezno Podgomila), auch bekannt als Massengrab des Miljavec-Schachts (Grobišče Miljavčev brezen), befindet sich auf der linken Seite der Straße nach Grgarske Ravne, etwa 1 Kilometer nördlich von Grgar. Es enthält die Überreste der Heimatgarde und italienischer Kriegsgefangener sowie slowenischer und italienischer Zivilisten, die im Mai 1945 ermordet wurden.[2]

- Das Jošč-Schacht-Massengrab (Grobišče Joščevo brezno) befindet sich auf der linken Seite der Straße nach Grgarske Ravne, etwa 1 Kilometer nördlich von Grgar. Es enthält die Überreste unbekannter Opfer.[3]

## Lokve
In Lokve wurde ein Massengrab aus der Zeit des Zweiten Weltkriegs gefunden. 
- Das Massengrab von Lokve (slowenisch: Grobišče Lokve) befand sich in einer Senke in der Nähe von Haus Nr. 43 im Dorf. Es enthielt die Überreste italienischer Soldaten, die im März 1945 an diesem Ort getötet wurden. Die Überreste wurden bei Ausgrabungen im Dezember 2003 entdeckt und im Mai 2004 umgebettet[4]

## Trnovo
In Trnovo wurde ein Massengrab aus der Zeit unmittelbar nach dem Zweiten Weltkrieg gefunden. 
- Das Zalesnika-Schacht-Massengrab (Grobišče Brezno Zalesnika), auch bekannt als Wildapfel-Schacht-Massengrab (Grobišče Brezno za lesniko), liegt 1,5 Kilometer (0,93 Meilen) nordöstlich des Dorfes auf der rechten Seite der Straße nach Lokve. Es enthält die Überreste der Heimatgarde und italienischer Kriegsgefangener sowie slowenischer Zivilisten, die im Mai 1945 ermordet wurden.[5]

## Voglarji
In Voglarji wurde Massengrab aus der Zeit unmittelbar nach dem Zweiten Weltkrieg gefunden. 
- Das Schachtmassengrab Cvetrež (Grobišče Brezno za Cvetrežem), auch Schachtmassengrab Cvetrež 3 (Grobišče Brezen 3 pri Cvetrežu) genannt, liegt südlich der Siedlung auf der Ostseite der Straße zum Weiler Cvetrež. Es enthält die Überreste von Mitgliedern der Heimatgarde und italienischer Kriegsgefangener sowie slowenischer und italienischer Zivilisten, die im Mai 1945 ermordet wurden.[6]